# Elaphoglossum latifolium
Elaphoglossum latifolium là một loài dương xỉ trong họ Dryopteridaceae. Loài này được Sw. J. Sm. mô tả khoa học đầu tiên năm 1842.